# ストーナーロック
ストーナーロック（Stoner rock）は、ハードロックのジャンルの一つ。ストーナーメタルと表記されることもある。

## 概要
初期ブラック・サバスなどの伝統的なヘヴィメタルや同時代のサイケデリック・ロック、ガレージ・ロックに影響された、グルーヴ感に富み、分厚くディストーションをかけた荒いブルース・サウンドが特徴で、レトロなプロダクションを指向しているバンドも多い。1990年初頭にカリフォルニア州の砂漠地帯出身（＝デザートロック）のカイアスやスリープが先陣を切ってシーンをつくりあげたといわれる。
「Stoner」とは薬物や、アルコール（過度）を常用している者、の意味である。一般的に大麻やドラッグに関連する歌詞や、使用時の酩酊感を表すような楽曲が多い。バイカーやトレーラー文化といった、アメリカの労働者的なワイルドさを表現するバンドも見られる。

## 歴史

### 影響を与えたバンドたち (1960年代中頃〜1980年代)
他の音楽ジャンルでもよくあることではあるが、ストーナーロックの起源を正確に指摘することは難しい。だが、ストーナーロックの先駆的存在やジャンル形成に寄与した楽曲は確かに存在する。ブルー・チアーはこのジャンルのパイオニアの一例である。「Allmusic」の著者Greg Pratoはこのように言っている。「ストーナーロックの出現について語る時に、見落とされがちなバンドはブルー・チアーである」。批評家のMark Demingは彼らのファースト・アルバム『サマータイム・ブルース/ブルー・チアー・ファースト・アルバム (Vincebus Eruptum)』をたたえている。
『ローリング・ストーン』誌は「ストーナーロックが伝えるものはリフだ。脈々と受け継がれるミシシッピ・ブルースの伝統である。レッド・ツェッペリンとブラック・サバスは、これを確立した最初のバンドと言えるだろう」と書いている。サー・ロード・バルチモアは、「ストーナーロックの始祖」であるといわれている。リーフ・ハウンドはカイアスやモンスター・マグネットをはじめとする数えきれないほどのストーナーロックバンドに影響を与えたとされる。プライムヴィルのアルバム『Smokin' Bats at Campton's』は、ストーナーロックのひとつの「基準」となったともいわれる。Jim DeRogatisは、ストーナーロック・バンドは「クリーム、ブラック・サバス、ディープ・パープル、ホークウインドなどのメタルが産まれる前のサイケデリックなジャムバンドからインスピレーションを得ている」と語っている。DeRogatisによれば、ストーナーロックの萌芽はブラック・サバスのアルバム『マスター・オブ・リアリティ』、ホークウインドの『25 Years On 1973–1977』ボックスセット、先に述べたブルー・チアーのアルバム、ディープ・パープルの『マシン・ヘッド』、ブルー・オイスター・カルトの『Workshop of the Telescopes』に見られるという。なかでも、ブラック・サバスの『マスター・オブ・リアリティ』は最初のストーナーロックの作品であるとして挙げられることが多い。Martin Popoffは「『Sweet Leaf (訳注:『マスター・オブ・リアリティ』収録の楽曲)』が始まると、リスナーは同時にストーナーロックの産声をも聴くのだ」と言っている。
だが、カイアスのJosh HommeとJohn Garciaはヘヴィメタルの影響を否定し、むしろパンク・ロックやハードコア・パンク、特にブラック・フラッグのアルバム『マイ・ウォー』をインスピレーションとして挙げている。しかしながら、同アルバムもまたブラック・サバスの影響を強く受けたものである。

### 発展初期 (1980年代後半〜1990年代)

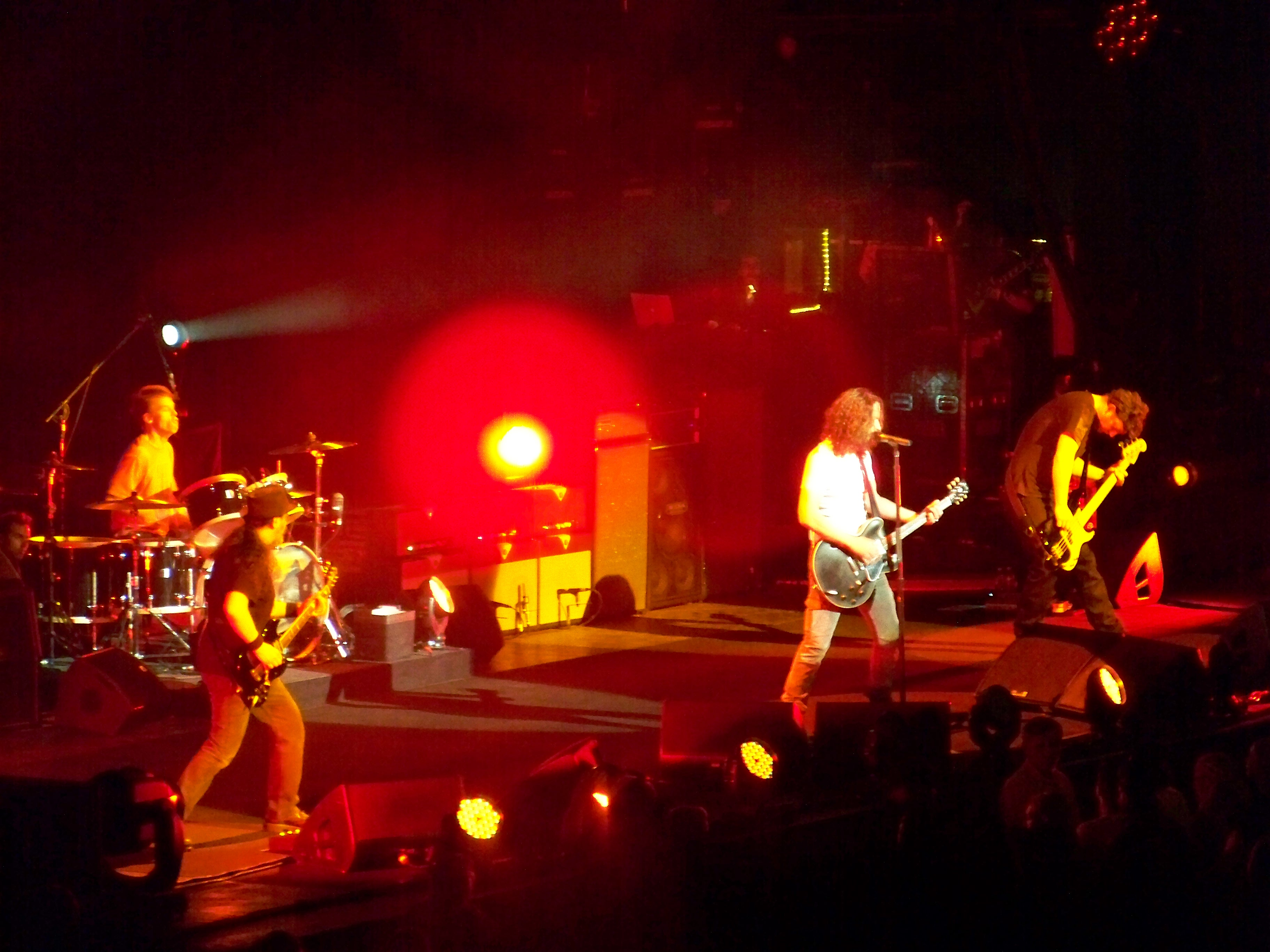
Soundgarden on stage in 2011

1988年にファースト・アルバムをリリースしたサウンドガーデンは、1990年代のストーナーロックを主導した存在だといわれる。1990年になると、ドゥームメタル・バンドのトラブルがセルフタイトルで発表したアルバムにアシッドロックの要素を持ち込んだ。1991年には英国のカテドラルがデビューしている。1990年代初頭から中期にかけて多くのカリフォルニアのバンドが、後にストーナーロックと呼ばれることになるジャンルの形成に寄与するような音楽を生み出していた。
1992年、カイアスがアルバム『ブルース・フォー・ザ・レッド・サン』をリリース。評論家はこの作品をヘヴィミュージックの記念碑になると絶賛した。一方で、『NME』は「ハンドレッドウェイトの熱い砂漠の砂をメタルに溶かし込もうとしたよう」だと表現した。同年、スリープがアルバム『ホーリー・マウンテン』をリリース。大きな反響を呼び、スリープはカイアスとともにストーナーロックを代表するバンドとなった。両者はドゥームメタルの影響を受けた「まるでトリップ状態にあるかのような」グルーヴを導入した最初のバンドである。モンスター・マグネットもファースト・アルバム『Spine of God』をリリースしてデビューしている。1994年にはアシッド・キング、アクリモニーがファースト・アルバムをリリース。どちらもドゥームメタルに対してサイケデリック・ロックのアプローチをしたものであった。この時代で重要なバンドでは他にフー・マンチュー、クラッチ、サンズ・オブ・オーティス、コロージョン・オブ・コンフォーミティがいる。

## 主なバンド
- アクリモニー (Acrimony)
- Asbestosdeath
- ボングジラ (Bongzilla)
- atomic bitchwax
- カテドラル (Cathedral)
- クラッチ (Clutch)
- El Caco
- エレクトリック・ウィザード (Electric Wizard)
- フー・マンチュー (Fu Manchu)
- Goatsnake
- High On Fire
- ネルト (Knellt)
- カイアス (Kyuss)
- メルヴィンズ (Melvins)
- モンスター・マグネット (Monster Magnet)
- ニューロシス (Neurosis)
- Orange Goblin
- クイーンズ・オブ・ザ・ストーン・エイジ (Queens of the Stone Age)
- スリープ (Sleep)
- Sons of Otis
- スピリチュアル・ベガーズ (Spiritual Beggars)
- Teeth of Lions Rule the Divine
- トラブル (Trouble)

## 関連ジャンル
- デスメタル
- ドゥームメタル
- サイケデリック・ロック
- ハードロック
- ジェント